# Kỵ binh

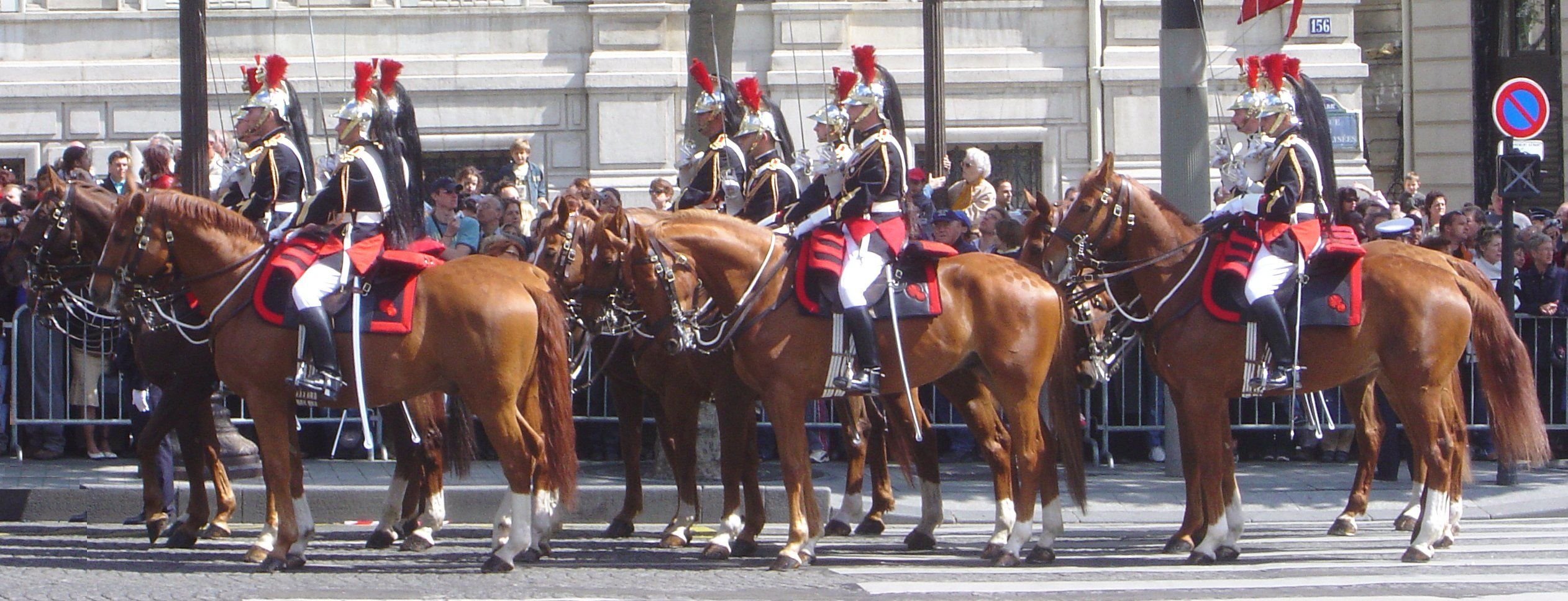
Kỵ binh Pháp ngày 8 tháng 5 năm 2005

Kỵ binh (tiếng Anh: Cavalry) là binh lính giáp chiến trên lưng ngựa. Từ này thường không dùng cho lính cưỡi các loại thú chuyên chở khác như lạc đà hay lừa. Kỵ binh ban đầu là những người lính cưỡi ngựa và chiến đấu dưới đất khi đã tới chiến trường, sau này mới hình thành nên nghệ thuật chiến đấu trên lưng ngựa và trở thành những kỵ binh đúng nghĩa. Bộ binh di chuyển trên lưng ngựa (Bộ - Kỵ binh) nhưng khi chiến đấu thì xuống ngựa trước đây ở thế kỷ 17 - 18 thường được gọi là long kỵ binh tuy nhiên với sự tiến bộ trong kỹ thuật dần dần binh chủng này đã có thể chiến đấu trên lưng ngựa mà không cần xuống, do đó sau này đã được ghi nhận lại như một binh chủng kỵ binh chuyên nghiệp.
Kỵ binh thường được dùng trong nhiều công tác khác nhau: do thám, vu hồi, dẫn dụ, bọc hậu, hộ tống. Có thể chia làm hai loại Kỵ binh: trọng kỵ binh, và khinh kỵ binh.

## Nguyên thủy
Trước thời đại đồ sắt, các chỉ huy quân sự thường dùng loại xe hai bánh do ngựa kéo, loại xe này bắt nguồn từ văn hóa Sintashta-Petrovka ở châu Á theo các nhóm du mục Ấn - Ba Tư. Ngoài sử dụng trong quân đội, loại xe kéo này được coi như một báu vật dành cho vua chúa, nhất là các vị pharaon thời Ai Cập cổ đại và các triều đại của Đế quốc Assyria và Babylon. Mặc dù có khả năng di chuyển nhanh, nhưng loại chiến xa này bất lợi ở chỗ không thể huy động lực lượng lớn, và ngựa thời này nhỏ con, không đủ sức mang giáp nặng.
Xưa kia, Vương quốc Lydia (nay là miền Tây Bộ Thổ Nhĩ Kỳ) đã xây dựng được một lực lượng Kỵ binh vũ trang, họ trở thành những chiến binh xuất sắc qua việc cầm giáo chiến đấu trên lưng ngựa. Đây là lực lượng quan trọng nhất trong Quân đội Lydia. Vào năm 547 trước Công Nguyên, Quốc vương Kroisos thân chinh đánh nước Ba Tư hùng mạnh, nhưng sau đó do phải đối mặt với quân Ba Tư đông đảo hơn, ông phải rút quân về cố thủ đất nước. Vị Hoàng đế kiệt xuất của Ba Tư là Cyrus Đại Đế, phải đối mặt với lực lượng Kỵ binh Lydia, đã dùng mưu dựa vào một điểm yếu của chiến mã Lydia là sợ hình dáng, mùi và tiếng kêu của lạc đà: ông cho lực lượng Bộ binh Ba Tư núp sau đoàn quân cưỡi lạc đà. Thế rồi quân Lydia đại bại, sau đó Hoàng đế Cyrus Đại Đế xông lên và cướp luôn được nước Lydia từ tay vua Kroisos.
Cùng thời, Vương quốc của người Massagetae ở Trung Á đã xây dựng một lực lượng Kỵ binh tinh nhuệ. Vào năm 530 trước Công Nguyên, theo nhà sử học Herodotos, Nữ hoàng của người Massagetae là Tomyris đánh tan tác quân xâm lược Ba Tư của Hoàng đế Cyrus Đại Đế trong một trận đánh khốc liệt. Tuy Herodotos không thể giải thích rằng vì sao người Massagetae lại có thể thắng được quân tinh nhuệ Ba Tư dù ban đầu hai bên giáp chiến bất phân thắng bại, theo Tiến sĩ Kaveh Farrokh, có lẽ lực lượng Kỵ binh Massagetae đã đóng vai trò quyết định trong trận đánh này. Kỵ binh Massagetae thời đó được trang bị rất tốt, và theo phân tích của Farrokh, có thể Tomyris đã truyền lệnh cho Thiết Kỵ binh Massagetae đã xông pha lên chọc thủng Bộ binh Ba Tư. Vị vua bách chiến bách thắng Cyrus Đại Đế cũng thiệt mạng trong trận đánh ác liệt này.

## Thời kỳ cận đại
Lực lượng Thiết Kỵ binh và Long Kỵ binh kết hợp lại thành một đội quân linh động của vị Tổng tư lệnh trên chiến trường. Ông vua lỗi lạc nước Phổ - Brandenburg là Friedrich II Đại Đế thân chinh đánh tỉnh Silesia của nước Áo vào năm 1740, mở đầu hai cuộc chiến tranh Silesia. Quân Áo phản công, và trong trận đánh mở đầu tại Mollwitz (1741), lực lượng Kỵ binh Phổ bị thua, nhưng trận chiến kết thúc với chiến thắng của quân Phổ, nhờ vào lực lượng Bộ binh tinh nhuệ. Sau chiến thắng tại Mollwitz, nhà vua ra sức huấn luyện cho lực lượng Kỵ binh Phổ. Trong trận đánh lớn tại Hohenfriedberg (1745), chỉ một đơn vị Long Kỵ binh Bayreuth đã diệt sạch sành sanh năm Trung đoàn Bộ binh Áo. Sau đại thắng tại Hohenfriedberg, Quốc vương Friedrich II Đại Đế hết mực tôn vinh Trung đoàn Long Kỵ binh Bayreuth, ông coi họ như những "Caesar" vậy; và tương truyền nhà vua còn sáng tác "Bản hành khúc Hohenfriedberg" để ban thưởng cho Trung đoàn Long Kỵ binh tinh nhuệ này sau đại thắng. Sau đó, trong trận đánh lớn tại Kesselsdorf cùng năm, những chiến binh Phổ trên lưng ngựa đã đấu tranh dũng mãnh, góp phần không nhỏ giúp Quân đội Phổ đại phá tan tành liên quân Áo - Sachsen. Đại bại tại Kesselsdorf góp phần không nhỏ khiến Nữ hoàng nước Áo là Maria Theresia phải chấp nhận chiến bại, nhường đất đai cho Quốc vương nước Phổ.
Nữ hoàng Maria Theresia thiết lập liên minh với Pháp để báo thù, và Quốc vương Friedrich II Đại Đế ra tay trước, mở đầu cuộc Chiến tranh Bảy năm (1756 - 1763). Vào năm 1757, dưới sự chỉ huy của danh tướng Friedrich Wilhelm von Seydlitz, lực lượng Kỵ binh tinh nhuệ Phổ, kết hợp với lực lượng Pháo binh và gần như không có sự hỗ trợ của lực lượng Bộ binh, đã làm nên một chiến thắng lẫy lừng cho vua Friedrich II Đại Đế trong trận đánh tại Rossbach. Dù có lợi thế lớn lao về quân số, Liên quân Áo - Pháp đại bại trong trận đánh đầy ý nghĩa này. Sau đó, vị vua Phổ bách chiến bách thắng lại hành binh về tập kết quân đội tại tỉnh Silesia, và trong trận đánh lớn tại Leuthen (1757), lực lượng Kỵ binh Phổ do viên tướng giỏi Georg Wilhelm von Driesen đã đóng vai trò không nhỏ, giúp nhà vua đại phá tan tác quân Áo trong trận thắng lớn nhất trong suốt những cuộc chiến tranh của ông. Năm sau, Quốc vương Friedrich II Đại Đế hành binh đi đánh quân Nga xâm lược, và trong trận đánh khốc liệt tại Zorndorf, lúc lực lượng Bộ binh Phổ đang yếu thế thì Kỵ binh Phổ của danh tướng Seydlitz đã xông lên chiến đấu anh dũng, làm xoay chuyển tình thế. Trận chiến ác liệt này được xem là một trận đánh huy hoàng của lực lượng Kỵ binh Phổ hùng hậu.

## Kỵ binh trong lịch sử Việt Nam

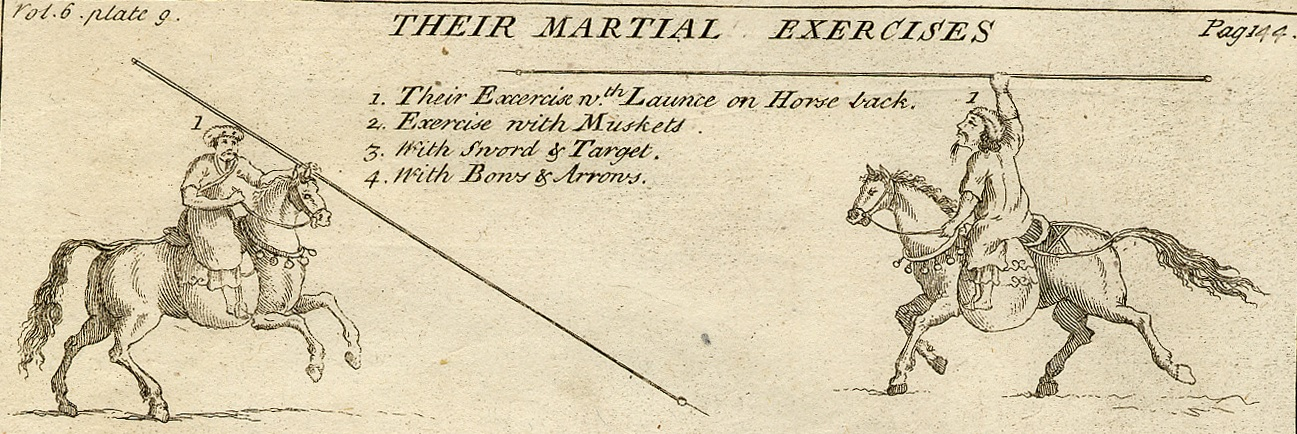
Kỵ binh Đàng Ngoài, View of 17th century Vietnam, Samuel Baron

Hình ảnh kỵ binh xuất hiện sớm nhất trong huyền thoại Việt Nam là Thánh Gióng: đầu đội nón sắt, tay cầm gậy sắt, cưỡi ngựa sắt ra trận đánh giặc.
Nỗ lực xây dựng lực lượng kỵ binh được ghi chép sớm nhất trong sử sách Việt Nam là dưới triều nhà Lý. Năm 1017, nhà vua cho xây Xạ đình (trường bắn) ở Nam Hoàng Thành. Ngoài học kinh vở, binh pháp, 1 nội dung bắt buộc trong hệ thống giáo dục cho con em quý tộc thời Lý là luyện tập cưỡi ngựa bắn cung. Tập tục này trở thành chuẩn mực cho các triều đại về sau. Trong các kỳ thi tiến sĩ võ, ban võ nghệ đầu tiên được thao diễn bao giờ cũng là cưỡi ngựa. Thời Lê Thánh Tông, trong 66 Ty ở Kinh đô, có 7 Ty cung nỏ, trong đó có Ty Kỵ Xạ, Ty Du Nỗ, Tráng Nỗ, Kính Nỗ, Thần Tý. Trong 51 Vệ ở kinh đô, có Vệ Kỵ Xạ chia làm 5 sở, lại có 4 vệ Mã Bế. Mỗi vệ có 20 đội, mỗi đội 20 người,vậy chỉ riêng Vệ kỵ xạ ở kinh thành bao gồm 2000 quân cưỡi ngựa bắn cung. Khi hỏa khí xuất hiện, kỵ xạ cũng dần dần mai một bởi hỏa khí dễ sử dụng, dễ chế tạo và có sức công phá vượt trội. Lê Quý Đôn ghi lại rằng nhà Lê Trung Hưng từ năm 1724 trở về sau vẫn còn có môn cưỡi ngựa bắn cung trong thi Bác Cử. Nhưng trong Thượng Kinh Phong Vật Chí, ông cho biết thời đại ông người ta đã bãi bỏ cưỡi ngựa bắn cung, và thay bằng nội dung cưỡi ngựa bắn súng trong khoa cử.
Trong Đại Việt sử ký toàn thư, Bản kỷ tục biên ghi nhận thời chiến tranh Lê-Mạc, quân nhà Lê trung hưng có lực lượng kỵ binh khá mạnh. Thời Lê Thế Tông, tiết chế Trường quốc công Trịnh Tùng từng sử dụng 400 quân thiết kỵ làm trợ chiến để đẩy lùi cuộc xâm lấn của quân Mạc. Năm 1592 ông huy động tới 5000 thiết kỵ binh, trang bị giáp sắt phủ kín cả ngựa để vây hãm Đông Kinh của nhà Mạc.
William Dampier, một nhà du hành đến Đàng Ngoài năm 1688 có ghi nhận là quân đội vua Lê-chúa Trịnh có chừng 70.000-80.000 quân thường trực, trong số đó hầu hết là bộ binh trang bị súng tay, ở kinh thành chúa có thường trực voi chiến 200 thớt, ngựa chiến 300 con, nuôi béo khỏe. Ngựa trung bình cao 140 cm đến vai, kích thước tương đương các nòi ngựa dùng để cưỡi hiện đại.
Một ghi chép của người phương Tây về lực lượng quân sự Đàng Ngoài dưới thời Thanh Đô vương Trịnh Tráng cho rằng vào năm 1640 nhà chúa có dưới trướng hơn ba mươi vạn bộ binh, hai ngàn thớt voi trận và một trăm lẻ hai ngàn quân kỵ(!). Con số này đáng nghi vấn. Tuy nhiên ghi chép này cũng cho người đời sau thấy được ấn tượng của những người ngoại quốc về 1 quân đội Đại Việt hùng cường toàn diện, từ thủy binh, bộ binh đến kỵ, tượng binh.

## Một số lực lượng kỵ binh nổi tiếng
- Kỵ binh Hetairoi của Macedon
- Kỵ binh Ba Tư
- Kỵ binh Byzantine
- Kỵ binh Hung Nô
- Kỵ binh Khiết Đan
- Kỵ binh Mông Cổ
- Kỵ binh Teuton
- Kỵ binh Ba Lan
- Kỵ binh Phổ
- Kỵ binh Pháp
- Kỵ binh Ả Rập
- Kỵ binh Ottoman
- Kỵ binh da đỏ
- Kỵ binh Cossack
- Kỵ binh Tây Ban Nha
- Kỵ binh Quan Ninh
- Kỵ binh Liêu Đông
- Kỵ binh Phật Tháp
- Kỵ binh Bát Kỳ
- Kỵ binh Thiết Diêu Tử
- Kỵ binh Dương Gia Tướng
- Kỵ Binh Nhạc Phi

## Hình ảnh

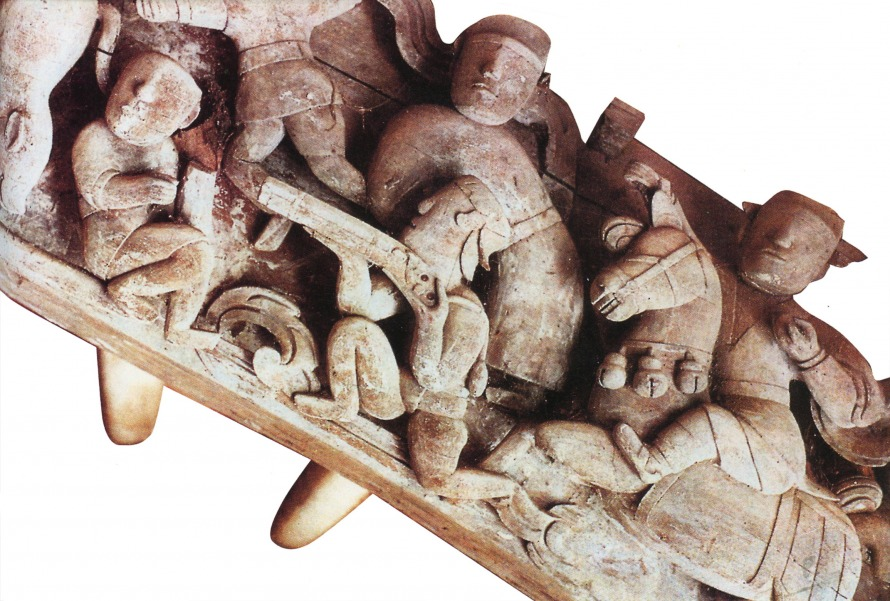
Chạm gỗ đình Hạ Hiệp thế kỷ 17. Xạ thủ hỏa mai chiến đấu song song với kỵ xạ.
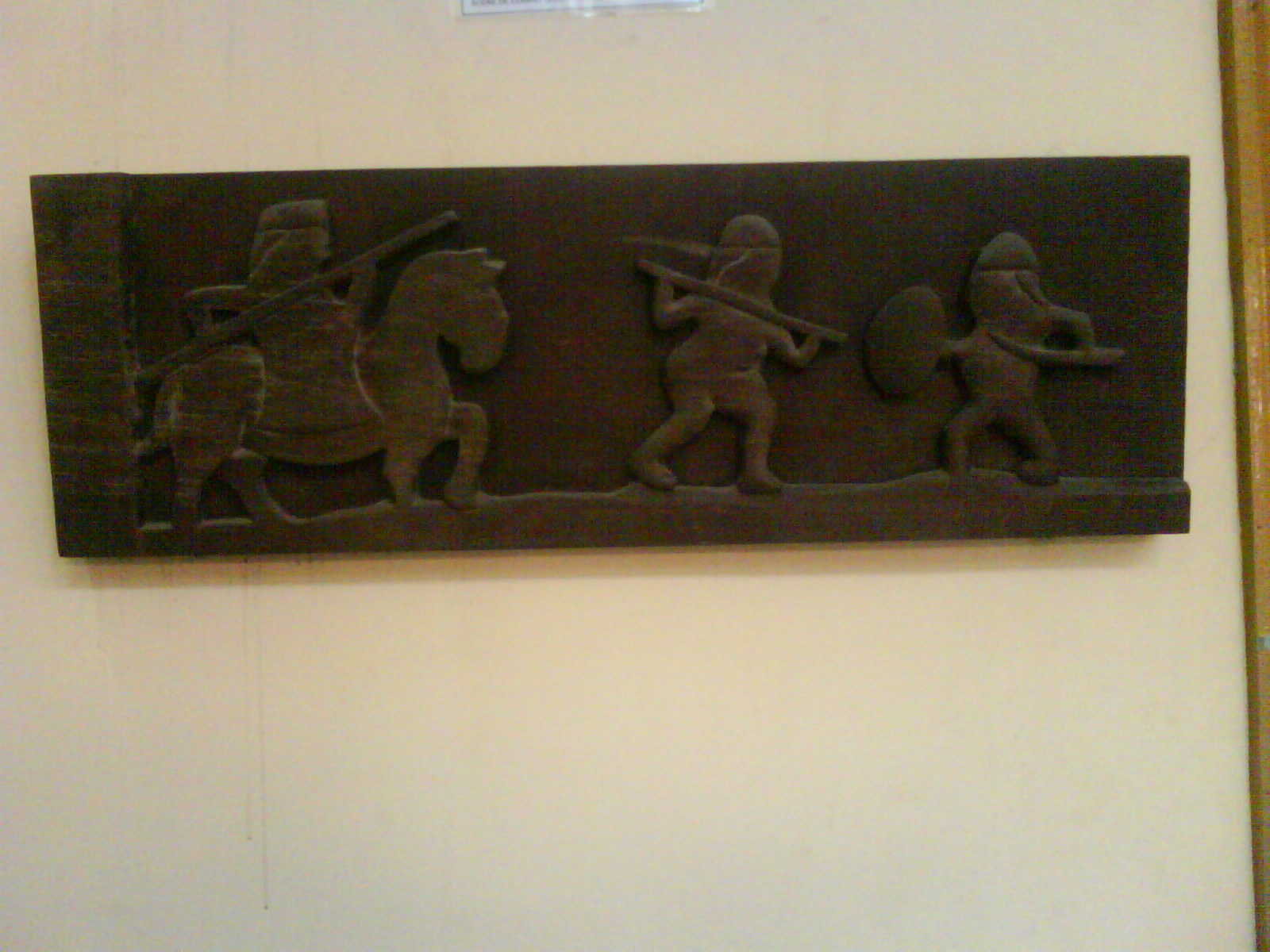
Khắc gỗ thời Trần tk 13: tập võ, bảo tàng lịch sử thành phố Hồ Chí Minh. Kỵ binh đâm thương bằng cả hai tay thay vì kẹp thương dưới nách như kỵ sĩ châu Âu.